# Diorygopyx cuspidatus
Diorygopyx cuspidatus är en skalbaggsart som beskrevs av Matthews 1974. Diorygopyx cuspidatus ingår i släktet Diorygopyx och familjen bladhorningar. Inga underarter finns listade i Catalogue of Life.